# Бацач граната
Бацач граната (енгл. grenade launcher), ватрено оружје које испаљује пројектил великог калибра с експлозивном, димном или гасном бојевом главом.

## Врсте
- Самостални бацачи граната
- Потцевни бацачи граната
- Аутоматски бацачи граната
- Бацачи граната на оклопним возилима